# ハリソン・ブルース・トードフ

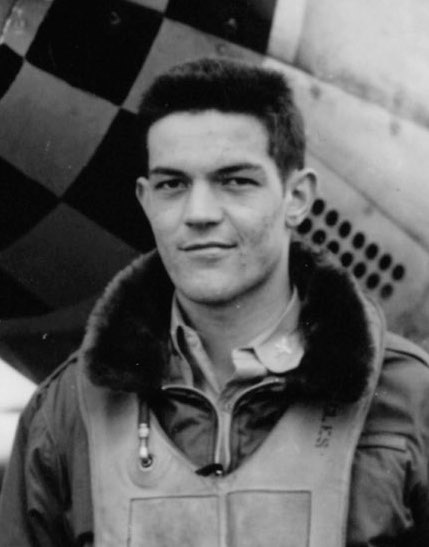
戦闘機パイロット時代のトードフ

ハリソン・ブルース（・バド）・トードフ（Harrison Bruce "Bud" Tordoff、1923年2月8日 - 2008年7月23日）は、アメリカ合衆国の鳥類学者、自然保護活動家である。アメリカ鳥学会の会長を務めた。第二次世界大戦中は戦闘機パイロットとして働いた。

## 略歴
ニューヨーク州のメカニクヴィル（Mechanicville）に生まれた。"Bud"は子供時代からの愛称である。アディロンダック山地で育ち、父親と狩りや釣りに伴われ、自然や動物と親しんだ。1940年にコーネル大学に入学するが、1942年に召集され、アメリカ陸軍航空隊で1943年からヨーロッパで戦闘機パイロットとして戦い、85回の出撃を行い、8機の戦果を上げた。
終戦後、大学に戻り、1946年に卒業し、翌年結婚した。1947年から1950年までミシガン大学の鳥類学者、ヴァン・ティン（Josselyn Van Tyne）のもとで研究し、骨格の形状による鳥類の分類学研究で博士号を得た。1950年から1957年まで、カンザス大学の自然史博物館、1957年からミシガン動物学博物館で働いた。1970年から1983年の間、ミネソタ大学のベル自然史博物館（Bell Museum of Natural History）の館長を務めた。1991年にミネソタ大学を退職した。
1952年から1954年の間、ミシガン大学に拠点をもつウィルソン鳥類学会（Wilson Ornithological Society）の機関紙の編集を行った。アメリカ鳥学会の会員で1978年から1980年の間、会長を務めた。はじめ、716冊の冊子で刊行された鳥類事典、"Birds of North America"のプロジェクトの資金確保に貢献した。自然保護運動にも熱心で、多くの環境再生のプロジェクトや野鳥保護の運動に参加した。